# Bryophaenocladius distinctus
Bryophaenocladius distinctus är en tvåvingeart som beskrevs av Makarchenko 2006. Bryophaenocladius distinctus ingår i släktet Bryophaenocladius och familjen fjädermyggor. Inga underarter finns listade i Catalogue of Life.